# Lubomír Šmerda
Lubomír Šmerda (* 11. února 1974) je bývalý český fotbalista.

## Fotbalová kariéra
V české lize hrál za FC Petra Drnovice. Nastoupil v 1 ligovém utkání.

## Ligová bilance
| Ročník                          | Zápasy | Góly | Klub              |
| ------------------------------- | ------ | ---- | ----------------- |
| 1. česká fotbalová liga 1995/96 | 1      | 0    | FC Petra Drnovice |
| CELKEM 1. česká liga            | 1      | 0    |                   |